# Gizo (Izrael)
Gizo (hebr.: גיזו) – wieś położona w samorządzie regionu Matte Jehuda, w Dystrykcie Jerozolimy, w Izraelu.
Leży w górach Judei.

## Historia
Pierwotnie w tym miejscu znajdowały się pola uprawne należące do arabskiej wioski Bajt Dżiz. Podczas wojny o niepodległość, w dniu 27 lub 30 maja 1948 jeden z batalionów 7 Brygady Pancernej zdobył wioskę. Jej mieszkańcy wcześniej opuścili swoje domy. W kilka dni później rozpoczęto budowę Drogi Birmańskiej, która przebiegała przy ruinach wsi.
Współczesna wieś Gizo została założona w 1960.